# 黑默爾斯多夫湖

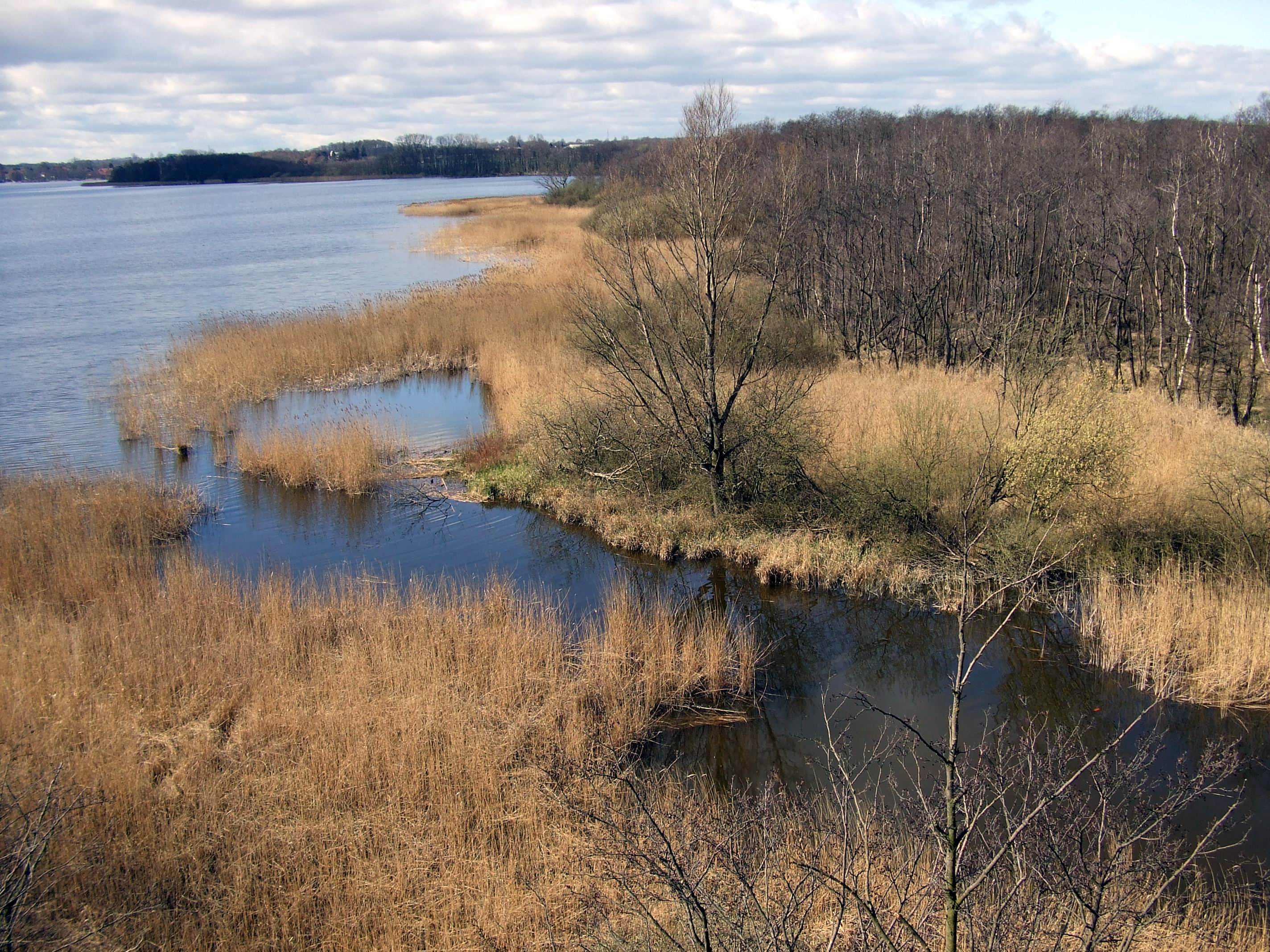

53°57′59.16″N 10°46′57.75″E / 53.9664333°N 10.7827083°E
黑默爾斯多夫湖（德語：Hemmelsdorfer See），是德國的湖泊，位於該國北部石勒蘇益格-荷爾斯泰因州，處於呂貝克以北，面積4.6平方公里，海拔高度0.1米，平均水深5.2米，最大水深39.5米，水體容量2,390萬立方米。